# قلعه تنکا
قلعه تنکا مربوط به سدهٔ ۵ ه‍.ق است و در شهرستان تنکابن، بخش خرم‌آباد، دهستان بلده، روستای قلعه گردن، تپه جنوبی قهوه‌خانه آبشار واقع شده‌است. این اثر در تاریخ ۲۶ اسفند ۱۳۸۶ با شمارهٔ ثبت ۲۱۹۶۲ به عنوان یکی از آثار ملی ایران به ثبت رسیده‌است.
«قلعه تنکا» که به عنوان نمادی از شهرستان تنکابن قلمداد می‌شود، بر بلندای جنوب روستای قلعه گردن واقع شده و موقعیت آن به گونه‌ای است که بر تنگه دو هزار و نیز دشت تنکابن اشراف دارد. نام تُنکابُن خود به معنی «در پای قلعهٔ تنکا» است.
این قلعه تاریخی حدود ۳۵۰ متر مربع گستره دارد و از سمت جنوب با شیب تند و از بقیه جهات با شیب ملایم به دامنه تپه منتهی می‌شود؛ ارتفاع تپه‌ای که قلعه بر روی آن احداث شده در حدود ۵۰ متر است. این قلعه از سمت غرب با قلعه مارکوه رامسر دید هوایی دارد و به علت موقعیت ممتاز نظامی، بارها دست به دست گشته و چندین بار تخریب و آباد شده است.
کتاب تاریخ رویان، پیشینه این دژ را دست‌کم به میانه‌های سدهٔ پنجم هجری قمری تخمین می‌زند. این قلعه در دوره مشروطه، مدتی پناهگاه میرزا کوچک خان جنگلی و یارانش بود، ولی پس از مشروطه موقعیت راهبردی خود را از دست داد و رو به ویرانی نهاد.
آنچه که امروزه از این قلعه بر جای مانده قسمتی از باروهای سنگچین آن است که با ملات ساروج مستحکم شده است.